# Hieracium acrogymnon
Hieracium acrogymnon là một loài thực vật có hoa trong họ Cúc. Loài này được (Malme) Üksip ex Schljakov mô tả khoa học đầu tiên năm 1989.